# ТЕС Кадда (RPCL)
ТЕС Кадда (RPCL) – електростанція неподалік від північно-західної околиці бангладеської столиці Дакки, яка належить компанії Rural Power Company Limited (RPCL). 
В 21 столітті на тлі стрімко зростаючого попиту у Бангладеш почався розвиток генеруючих потужностей на основі двигунів внутрішнього згоряння, які могли бути швидко змонтовані. Зокрема, в 2012-му у Кадді почала роботу перша черга електростанції компанії RPCL. Вона має 6 генераторних установок Wartsila W20V32GD загальною потужністю 52 МВт.  
В 2019-му запустили другу чергу із 6 генераторних установок WartsilaW18V50 загальною потужністю 105 МВт.
Енергетична ефективність першої та другої черг становить 42% та 44,5% відповідно.
Як паливо станція може використовувати нафтопродукти та природний газ. Останній надходить до Кадди через відгалуження від газотранспортного коридору Ашугандж – Бхерамара. 
Видача продукції відбувається по ЛЕП, розрахованим на роботу під напругою 33 кВ (перша черга) та 132 кВ (друга черга).
Можливо відзначити, що поруч зі станцією RPCL знаходяться ТЕС Кадда компанії B-R Powergen та ТЕС Кадда компанії Summit.